# 根雨町
根雨町（ねうちょう）は、鳥取県日野郡にあった町。現在の日野郡日野町の一部にあたる。日野郡の中心地であった。

## 地理
日野川とその支流・井原川の合流点に位置していた。

## 歴史
- 1889年（明治22年）10月1日、町村制の施行により、日野郡根雨村、真住村が発足[3]。
- 1913年（大正2年）10月17日、上記2村が合併して根雨町が発足[1][2]。合併各村の大字を継承した板井原宿、金持、高尾、根雨宿、三谷、貝原、三土、秋縄、門谷、濁谷の10大字を編成[2]。
  - 同年、根雨商工会設立[2]。
- 1915年（大正4年）7月、電気点灯[2]。
- 1932年（昭和7年）私立保育園が開設され、1949年（昭和24年）町立保育園となる[2]。
- 1940年（昭和15年）根雨公会堂完成[2]。（現:日野町歴史民俗資料館）
- 1941年（昭和16年）根雨町森林組合設立[2]。
- 1948年（昭和23年）映画館ことぶき館開設、根雨農業協同組合設立[2]。
- 1949年（昭和24年）県立鳥取図書館日野分館開設[2]。
- 1953年（昭和28年）10月1日、日野郡日野村と合併し根雨町 が存続[1][2]。日野村の大字小原、別所、榎市、本郷、下榎、津地、野田、舟場、安原を継承し19大字となる。
- 1959年（昭和34年）5月1日、日野郡黒坂町と合併し、日野町を新設して廃止された[1][2]。合併後、日野町大字板井原・金持・高尾・根雨・三谷・貝原・三土・秋縄・門谷・濁谷・小原・別所・榎市・本郷・下榎・津地・野田・舟場・安原となる[2]。

### 地名の由来
昔、旱魃の時に雨ごいをしたところ、たちまち黒雲が起こって雨が降り稲根を潤したことにちなむ。

## 産業
- 農業、林業[2]

## 交通

### 鉄道
- 1922年（大正11年）鉄道省伯備線が部分開通し根雨駅開設[2]。

## 教育
- 1892年（明治25年）日野郡高等小学校開校[2]。1916年（大正5年）日野高等小学校を廃止し根雨尋常高等小学校となる[2]。（日野町立根雨小学校参照）
- 1920年（大正9年）町立根雨実科高等女学校開校[2]。1929年（昭和4年）県立根雨高等女学校となる[2]。（現鳥取県立日野高等学校）
- 1947年（昭和22年）根雨中学校開校[2]。（日野町立日野中学校参照）

## 名所・旧跡
- 根雨神社社叢（県指定天然記念物）